# Greenland (Barbade)
Ne doit pas être confondu avec Groenland.
Greenland est un village de la Barbade. C'est le chef-lieu de la paroisse de Saint Andrew. Elle a une population de 508 habitants en 2012.

## Géographie
Greenland est situé au nord-est de la Barbade et au nord de Saint Andrew. Situé au sud-est de Soreϋ de Ntoygklin Billatz, au sud-ouest et du Nord-Ouest de Belleplaine. 

## Démographie
| Année | Population |
| ----- | ---------- |
| 1990  | 600        |
| 2004  | 623        |
| 2006  | 626        |
| 2012  | 508        |